# Gerald Wallace
Gerald Jermaine Wallace (Childersburg, 23 juli 1982) is een Amerikaans voormalig basketballer.

## Carrière
Wallace speelde collegebasketbal voor de Alabama Crimson Tide voordat hij zich in 2001 kandidaat stelde voor de NBA-draft. Hij werd als 25e gekozen in de eerste ronde door de Sacramento Kings. Hij speelde drie seizoenen voor de Sacramento Kings maar kon zich nooit echt in de ploeg werken. Hij werd in 2004 gekozen door de Charlotte Bobcats in de NBA expansion draft. Hij speelde zes seizoenen en een half voor de Bobcats en speelde bijna altijd als starter. Hij werd in 2010 verkozen tot NBA All Star en aan het einde van het seizoen tot NBA All-Defensive First Team. In februari 2011 werd hij geruild naar de Portland Trail Blazers voor Dante Cunningham, Sean Marks, Joel Przybilla, een geldsom en twee draftpicks.
Anderhalf jaar later hij geruild naar de New Jersey Nets voor Mehmet Okur, Shawne Williams en een draftpick. Hij speelde het seizoen uit bij de Nets, de club veranderde het volgende seizoen naar de Brooklyn Nets. In juli 2013 werd hij geruild naar de Boston Celtics; in de ruil waren ook betrokken: Keith Bogans, MarShon Brooks, Kris Humphries, Kris Joseph, Kevin Garnett, Paul Pierce, Jason Terry, D.J. White en meerdere draftpicks. Hij speelde nog twee seizoenen voor de Celtics. In 2015 werd hij eerst geruild naar de Golden State Warriors samen met Chris Babb voor David Lee. Om daarna geruild te worden naar de Philadelphia 76ers voor Jason Thompson, in september 2015 werd zijn contract ontbonden.

## Erelijst
- NBA All Star: 2010
- NBA All-Defensive First Team: 2010

## Statistieken

### Regulier seizoen
| Seizoen  | Team                   | WG  | WS  | MPW  | 2P%  | 3P%  | FW%  | RPW  | APW | SPW | BPW | PPW  |
| -------- | ---------------------- | --- | --- | ---- | ---- | ---- | ---- | ---- | --- | --- | --- | ---- |
| 2001/02  | Sacramento Kings       | 54  | 1   | 8,0  | 42,9 | 0,0  | 50,0 | 1,7  | 0,5 | 0,4 | 0,1 | 3,2  |
| 2002/03  | Sacramento Kings       | 47  | 7   | 12,1 | 49,2 | 25,0 | 52,7 | 2,7  | 0,5 | 0,5 | 0,3 | 4,7  |
| 2003/04  | Sacramento Kings       | 37  | 1   | 9,1  | 36,0 | 0,0  | 45,8 | 2,0  | 0,5 | 0,4 | 0,4 | 2,0  |
| 2004/05  | Charlotte Bobcats      | 70  | 68  | 30,7 | 44,9 | 27,4 | 66,1 | 5,5  | 2,0 | 1,7 | 1,3 | 11,1 |
| 2005/06  | Charlotte Bobcats      | 55  | 52  | 34,5 | 53,8 | 28,0 | 61,4 | 7,5  | 1,6 | 2,5 | 2,1 | 15,2 |
| 2006/07  | Charlotte Bobcats      | 72  | 71  | 36,7 | 50,2 | 32,5 | 69,1 | 7,2  | 2,6 | 2,0 | 1,0 | 18,1 |
| 2007/08  | Charlotte Bobcats      | 62  | 59  | 38,3 | 44,9 | 32,1 | 73,1 | 6,0  | 3,5 | 2,1 | 0,9 | 19,4 |
| 2008/09  | Charlotte Bobcats      | 71  | 71  | 37,6 | 48,0 | 29,8 | 80,4 | 7,8  | 2,7 | 1,7 | 0,9 | 16,6 |
| 2009/10  | Charlotte Bobcats      | 76  | 76  | 41,0 | 48,4 | 37,1 | 77,6 | 10,0 | 2,1 | 1,5 | 1,1 | 18,2 |
| 2010/11  | Charlotte Bobcats      | 48  | 48  | 39,0 | 43,3 | 33,0 | 73,9 | 8,2  | 2,4 | 1,2 | 1,0 | 15,6 |
| 2010/11  | Portland Trail Blazers | 23  | 15  | 35,7 | 49,8 | 33,8 | 76,7 | 7,6  | 2,5 | 2,0 | 0,7 | 15,8 |
| 2011/12  | Portland Trail Blazers | 42  | 42  | 35,8 | 47,2 | 26,5 | 77,6 | 6,6  | 2,7 | 1,5 | 0,6 | 13,3 |
| 2011/12  | New Jersey Nets        | 16  | 16  | 35,8 | 41,6 | 38,5 | 85,9 | 6,8  | 3,1 | 1,4 | 0,7 | 15,2 |
| 2012/13  | Brooklyn Nets          | 69  | 69  | 30,1 | 39,7 | 28,2 | 63,7 | 4,6  | 2,6 | 1,4 | 0,7 | 7,7  |
| 2013/14  | Boston Celtics         | 58  | 16  | 24,4 | 50,4 | 29,7 | 46,5 | 3,7  | 2,5 | 1,3 | 0,2 | 5,1  |
| 2014/15  | Boston Celtics         | 32  | 0   | 8,9  | 41,2 | 33,3 | 40,0 | 1,8  | 0,3 | 0,5 | 0,1 | 1,1  |
| Carrière | Carrière               | 832 | 611 | 29,7 | 46,9 | 31,2 | 70,9 | 5,8  | 2,1 | 1,4 | 0,8 | 11,9 |
| All Star | All Star               | 1   | 0   | 15,0 | 33,3 | 0,0  | 0,0  | 3,0  | 1,0 | 0,0 | 0,0 | 2,0  |

### Play-offs
| Seizoen  | Team                   | WG | WS | MPW  | 2P%  | 3P%  | FW%   | RPW | APW | SPW | BPW | PPW  |
| -------- | ---------------------- | -- | -- | ---- | ---- | ---- | ----- | --- | --- | --- | --- | ---- |
| 2001/02  | Sacramento Kings       | 5  | 0  | 2,8  | 0,0  | 0,0  | 100,0 | 0,2 | 0,2 | 0,0 | 0,2 | 0,8  |
| 2002/03  | Sacramento Kings       | 7  | 0  | 2,6  | 40,0 | 0,0  | 100,0 | 0,7 | 0,0 | 0,0 | 0,1 | 0,9  |
| 2003/04  | Sacramento Kings       | 3  | 0  | 6,7  | 50,0 | 0,0  | 50,0  | 0,7 | 0,3 | 0,3 | 0,3 | 2,3  |
| 2009/10  | Charlotte Bobcats      | 4  | 4  | 41,0 | 47,7 | 45,5 | 65,7  | 9,0 | 2,3 | 1,3 | 1,5 | 17,5 |
| 2010/11  | Portland Trail Blazers | 6  | 6  | 37,7 | 44,8 | 17,6 | 87,5  | 9,2 | 2,8 | 1,3 | 0,5 | 15,2 |
| 2012/13  | Brooklyn Nets          | 7  | 7  | 34,7 | 46,3 | 37,9 | 55,0  | 4,0 | 2,4 | 1,1 | 0,7 | 12,0 |
| 2014/15  | Boston Celtics         | 1  | 0  | 4,0  | 0,0  | 0,0  | 0,0   | 1,0 | 0,0 | 0,0 | 0,0 | 0,0  |
| Carrière | Carrière               | 33 | 17 | 20,9 | 45,5 | 33,3 | 72,6  | 3,9 | 1,4 | 0,7 | 0,5 | 7,9  |